# Economia Belarusului
Se estimează că aproximativ o cincime din forța de muncă a țării este angajată în agricultură, dar industria are contribuția cea mai mare în cadrul economiei. În perioada cât a făcut parte din fosta Uniune Sovietică, în Belarus s-au construit multe uzine pentru industria grea și prelucrătoare, in vederea procesării materiilor prime extrase din alte regiuni ale Uniunii Sovietice, mai ales din Ucraina. 
După 1991, ca națiune independentă și aproape lipsită de resurse naturale, Belarus a dus-o greu. Și-a păstrat, în linii mari, economia pe stil vechi, sovietic, privatizând sau modernizând foarte puțin din industrie în vederea creșterii competivității pe piața mondială. Principala  zonă industrială se află în capitala Minsk și în jurul acesteia, unde se fabrică și asambleaza utilaje agricole, autovehicule, mașini-unelte și produse electrice. Țara păstrează legături strânse cu Rusia, pe care se bazeazâ trei cincimi din volumul importurilor și jumătate din exporturi. Rusia a oferit Belarusului ajutoare de peste un miliard de dolari americani, prin anularea datoriilor si furnizării ieftine de petrol și gaze naturale. În prezent, rata creșterii economice din Belarus este una din cele mai ridicate din Europa, atingând constant, în ultimii ani, un procent de până la 10%.